# Kwartet Anscombe’a

Wszystkie cztery zestawy danych wydają się być identyczne, jeżeli weźmiemy pod uwagę ich charakterystykę statystyczną, ale znacznie różnią się od siebie w ujęciu graficznym

Kwartet Anscombe'a to zestaw czterech zestawów danych o identycznych cechach statystycznych, takich jak średnia arytmetyczna, wariancja, współczynnik korelacji czy równanie regresji liniowej, jednocześnie wyglądających zgoła różnie przy przedstawieniu graficznym. Układ tych danych został stworzony w 1973 roku przez brytyjskiego statystyka Francisa Anscombe'a aby ukazać znaczenie graficznej reprezentacji danych przy okazji ich analizy statystycznej.

## Cechy układów
| Cecha                                     | Wartość                                                                                   |
| ----------------------------------------- | ----------------------------------------------------------------------------------------- |
| Średnia arytmetyczna zmiennej x           | 9                                                                                         |
| Wariancja zmiennej x                      | 11                                                                                        |
| Średnia arytmetyczna zmiennej y           | 7.50 (identyczna do dwóch cyfr po przecinku)                                              |
| Wariancja zmiennej y                      | 4.122 lub 4.127 (identyczna do trzech cyfr po przecinku)                                  |
| Współczynnik korelacji pomiędzy zmiennymi | 0.816 (identyczny do trzech cyfr po przecinku)                                            |
| Równanie regresji liniowej                | {\displaystyle y=3.00+0.500x} (identyczny do kolejno: dwóch i trzech miejsc po przecinku) |
| Współczynnik determinacji R²              | 0,666 (różnica pojawia się dopiero na czwartym miejscu po przecinku)                      |

## Dane wejściowe
Poniższa tabela zawiera dane wejściowe użyte przez Anscombe'a do przedstawienia problemu.
| I    | I     | II   | II   | III  | III   | IV   | IV    |
| ---- | ----- | ---- | ---- | ---- | ----- | ---- | ----- |
| x    | y     | x    | y    | x    | y     | x    | y     |
| 10.0 | 8.04  | 10.0 | 9.14 | 10.0 | 7.46  | 8.0  | 6.58  |
| 8.0  | 6.95  | 8.0  | 8.14 | 8.0  | 6.77  | 8.0  | 5.76  |
| 13.0 | 7.58  | 13.0 | 8.74 | 13.0 | 12.74 | 8.0  | 7.71  |
| 9.0  | 8.81  | 9.0  | 8.77 | 9.0  | 7.11  | 8.0  | 8.84  |
| 11.0 | 8.33  | 11.0 | 9.26 | 11.0 | 7.81  | 8.0  | 8.47  |
| 14.0 | 9.96  | 14.0 | 8.10 | 14.0 | 8.84  | 8.0  | 7.04  |
| 6.0  | 7.24  | 6.0  | 6.13 | 6.0  | 6.08  | 8.0  | 5.25  |
| 4.0  | 4.26  | 4.0  | 3.10 | 4.0  | 5.39  | 19.0 | 12.50 |
| 12.0 | 10.84 | 12.0 | 9.13 | 12.0 | 8.15  | 8.0  | 5.56  |
| 7.0  | 4.82  | 7.0  | 7.26 | 7.0  | 6.42  | 8.0  | 7.91  |
| 5.0  | 5.68  | 5.0  | 4.74 | 5.0  | 5.73  | 8.0  | 6.89  |